# 성판17
"성판17: 남자들의 17가지 성적 판타지"는 2017년에 개봉한 대한민국의 영화이다.

## 캐스팅
- 최재환 : 기하 역
- 박경희 : 조희 / 세영 역
- 김남수 : 동철 역
- 박하온 : 영은 역
- 조아랑 : 아랑 역
- 한상규 : 진수 역
- 조태경 : 재우 역
- 권지환 : 병진 역
- 김지혜 : 미진 역
- 이준호 : 병진 역
- 공주성 : 선재 역
- 김지혜 : 영은 친구 역